# Alex Van Halen
Alexander Arthur "Alex" Van Halen (Amsterdão, 8 de maio de 1953) é um baterista norte-americano nascido nos Países Baixos, co-fundador da banda de hard rock Van Halen, juntamente com seu irmão, o guitarrista e tecladista Eddie Van Halen. Ficou em 18° lugar na lista dos "50 melhores bateristas de hard rock e metal de todos os tempos" do site Loudwire.

## Começo de carreira
Alex Van Halen nasceu em Amsterdã, Países Baixos, filho de Jan e Eugenia Van Halen. Em 1962 a família Van Halen mudou-se para Pasadena, Califórnia.
Ambos os irmãos Van Halen estudaram piano clássico na infância. Embora Alex seja conhecido como baterista, ele começou suas aspirações à músico tocando guitarra, com seu irmão Eddie tocando bateria.

## Carreira musical e influências
Suas influências musicais vão desde Keith Moon, John Bonham e Ginger Baker até Buddy Rich.
Em 1972, a banda Mammoth foi formada com Alex na bateria, Edward nos vocais e guitarra e Mark Stone no baixo. Em 1974 Mammoth teve uma nova formação, Stone deu lugar à Michael Anthony e David Lee Roth entrou como vocalista, deixando Eddie ocupado apenas das funções de guitarrista. Devido à conflitos com uma outra banda de mesmo nome, Mammoth deu lugar ao Van Halen.
O termo "brown sound" foi universalmente ligado ao timbre de guitarra de Eddie, mas foi cunhado por Alex para se referir ao som grave e levemente abafado de sua caixa.
Durante sua carreira, nos shows, Alex ficou conhecido por seus solos emblemáticos, agressivos e recheados de pirotecnias.
Alex tem um filho, Aric Van Halen, com Kelly Van Halen, sua ex-esposa de quem se divorciou em 1996.
Ele nunca fez música sem o irmão estar envolvido, com  Michael Anthony notando que "Alex só toca com Ed". Sua única colaboração fora da banda foi o instrumental que Eddie fez para o filme Twister, "Respect the Wind", onde Alex toca teclado. Em 2024, Alex leiloou todo seu equipamento de bateria, deixando claro que após Eddie morrer em 2020 não estava interessado em mais música.
 No mesmo ano, vai lançar uma autobiografia,  Brothers.

## Equipamento
Alex é endorser das baterias Ludwig, pratos Paiste, peles Remo e baquetas Regal Tip.